# Chitala hypselonotus
Chitala hypselonotus es un pez de agua dulce del género Chitala que puede ser encontrado en Sumatra y Borneo. Puede llegar a medir 100 cm. y pesar 15 kg.